# Леа Т
Леандра Медейрос Сересо, профессионально известная как Леа Т. (родилась 19 февраля 1981 года) — трансгендерная фотомодель, родившаяся в Бразилии и выросшая в Италии. «Муза» Рикардо Тиски, главного креативного директора британского люксового бренда Burberry. Буква «Т» в её профессиональной фамилии —отсылка к Тиски.
Является лицом Redken, американского бренда средств по уходу за волосами.
Икона поп-культуры, выступающая за права трансгендеров в сообществе ЛГБТ.

## Ранний период жизни
Рождена мальчиком. Т. — ребёнок известного бывшего бразильского футболиста Тониньо Сересо.

## Карьера
Первый модельный контракт был подписан в возрасте 17 лет, до смены пола. В конце 2010 года — лицо Givenchy. Первый показ состоялся для Alexandre Herchcovitch на Неделе моды в Сан-Паулу в январе 2011 года. T принимала участие в рекламных кампаниях Givenchy, Benetton и Philipp Plein, снятых Терри Ричардсоном.
Её фотографии были опубликованы в статьях журналов Vogue Paris, Numero, Interview и Love . В 2011 году — звезда обложки двух выпусков весенне-летнего выпуска журнала Love 2011, в одном из которых она целовалась с Кейт Мосс. Леа Т. также украшала обложки международных изданий Elle, Marie Claire, Grazia и Glamour.
В 2013 году она приняла участие в итальянской версии шоу «Танцы со звездами» на канале Rai Uno.
В 2015 году журнал Forbes назвал Лею Т одной из двенадцати женщин, изменивших итальянскую моду, наряду с такими именами, как Миучча Прада, Анна Делло Руссо и Франка Соццани. В 2014 году она стала лицом американского бренда средств по уходу за волосами Redken, став первой открытой трансгендерной моделью, ставшей лицом мирового косметического бренда.
Леа Т. стала первым открытым трансгендером, когда-либо участвовавшим в церемонии открытия Олимпийских игр. Она возглавила бразильскую команду во время Олимпиады в Рио-де-Жанейро в 2016 году. Флаг несла Яне Маркес.

## Личная жизнь
В интервью в январе 2011 года Т. заявила о своем намерении сделать операцию по смене пола . Операция была проведена в марте 2012 года в Таиланде. В интервью Fantástico в январе 2013 года она описала операцию в негативном ключе, но две недели спустя выразила удовлетворение результатами.
Считает себя бисексуалкой.

## Награда
Вошла в список 100 женщин BBC 2020 года.